# Posocznica połogowa
Posocznica połogowa – zakażenie uogólnione występujące w trakcie połogu, szerzące się drogą krwionośną. Chora jest w ciężkim stanie ogólnym, występuje wysoka gorączka, dreszcze, tachykardia. Często rozwija się wstrząs i niewydolność krążenia, może dojść do zgonu.

## Leczenie
- hospitalizacja na oddziale intensywnej opieki medycznej
- pobranie krwi na posiew
- włączenie antybiotyków o szerokim zakresie działania
- często stan chorej wymaga przetoczenia osocza i albumin[1]